# Satelit minor

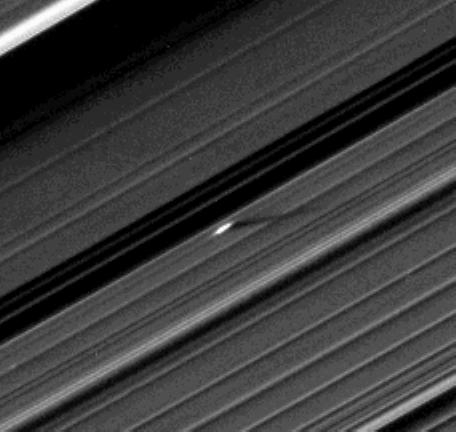
Satelitul minor Earhart de 400 de metri din Inelul A al lui Saturn, chiar în afara Golului Encke

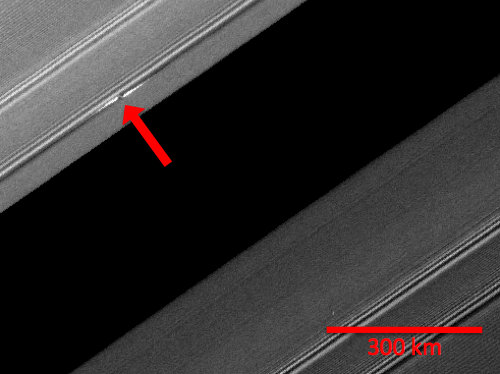
O altă imagine cu Earhart

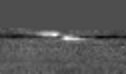
Un alt satelit minor numit Bleriot

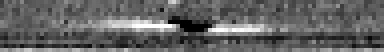
Un satelit minor numit Santos-Dumont

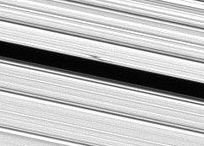
Un satelit minor în inelul A al lui Saturn

Un satelit minor este un satelit natural deosebit de mic care orbitează o planetă, o planetă pitică sau o altă planetă minoră.
Până în 1995, sateliții minori au fost doar componente ipotetice ale structurii inelului F al lui Saturn, când Pământul a trecut prin planul inelului lui Saturn. Telescopul spațial Hubble și Observatorul European de Sud au fotografiat ambele, obiecte care orbitează aproape sau în apropierea inelului F. În 2004, Cassini a fotografiat un obiect cu diametrul de 4-5 kilometri pe exteriorul inelului F și apoi 5 ore mai târziu pe inelul F interior, arătând că obiectul a orbitat. 
Patru tipuri diferite de sateliți mici au fost numite sateliți minori:
- O centură de obiecte încorporate într-un inel planetar, în special în jurul lui Saturn, cum ar fi cele din Inelul A, S/2009 S 1 din Inelul B ( sateliți minori „elice” ) [2] [3] și cele din Inelul F. [4]
- Ocazional, sateliți de asteroizi, cum ar fi cei ai lui 87 Sylvia [5]
- Străluciri văzute în apropierea satelitului Amalthea al lui Jupiter, care sunt probabil resturi aruncate de pe suprafața sa
- Subsateliți [6]

## Lectură suplimantară
- Căutare de cărți Google pentru „moonlet”